# Giorgio Giampà
Giorgio Giampà (Roma, 11 ottobre 1982) è un compositore, musicista e produttore cinematografico italiano.

## Biografia

### La formazione
Giorgio Giampà nasce a Roma, sin da bambino si interessa alla musica e a 7 anni inizia a studiare la batteria. Tra i 15 e i 23 anni è molto attivo nella scena musicale hardcore/punk. In questo periodo pubblica dischi ed è spesso in tour, sia in Europa che in Giappone e Nord America aprendo i concerti per band come Misfits, Anthrax, Converge, Dillinger Escape Plan e Avenged Sevenfold e suonando all'Hellfest. A 16 anni, con i soldi di una borsa di studio, fonda un'etichetta discografica.

### La carriera
Finita l'esperienza nella musica alternativa ritorna agli studi musicali e si avvicina al mondo del cinema. Nel 2013 compone le musiche del film Il Sud è Niente di Fabio Mollo per il quale, nel 2014, viene nominato al Globo d'Oro per la Miglior Colonna Sonora. Nel 2015 compone la colonna sonora per il film svedese, plurinominato agli oscar locali, Granny's Dancing on the Table di Hanna Sköld. Nel 2016 realizza le musiche del film russo Razbudy Menya con le quali vince il prestigioso premio Kinotavr per la Miglior Colonna Sonora.
Tra il 2016 e il 2017 realizza le colonne sonore de Il Padre d'Italia di Fabio Mollo e Fraulein di Caterina Carone per i quali ottiene le nomination ai Ciak d'Oro per la Miglior Colonna Sonora. Nel 2018 compone le musiche del film messicano Tiempo Compartido che vince il premio per la miglior sceneggiatura al Sundance. Per le musiche di questo film Giampà viene nominato ai Premios Fenix (gli Oscar Latinoamericani) per la Miglior Colonna Sonora. La colonna sonora viene poi pubblicata per l'etichetta discografica hollywoodiana Varése Sarabande Records (Il Trono di Spade, Kung Fu Panda, The Ghost Writer, etc). Nello stesso anno compone le musiche de La Profezia dell'Armadillo e ottiene la Nomination ai Ciak d'Oro per la canzone I Know the Monster scritta con Nic Cester dei Jet. Nel 2022 firma le musiche per Californie di Cassigoli e Kauffman che vince due premi alle Giornate degli Autori del Festival di Venezia e quelle per il film hollywoodiano, con protagonista Antonio Banderas, The Enforcer. Nel 2023 compone la colonna sonora per il film svedese Paradise is Burning di Mika Gustafson, che vince il premio per la miglior regia nella sezione Orizzonti del Festival di Venezia, mentre nel 2024 vince il Cinematografo Award per la miglior colonna sonora con le musiche del film Vittoria di Alessandro Cassigoli e Casey Kauffman, precedentemente presentato nella sezione Orizzonti Extra del Festival di Venezia. 
Giorgio Giampà è attivo anche nella ambito delle serie tv e ha composto le musiche di più di cento episodi per vari titoli. Tra questi Il Cacciatore (2018), Il Processo (2019), la serie tv di Virgina Raffaele, Come Quando Fuori Piove (2019), Non mi lasciare (2022), Avvocato Malinconico (2022). Nel 2021 ha vinto il Premio per la Miglior Colonna Sonora a Canneseries per le musiche della Serie Tv Christian. Nel 2023 ha composto le musiche per la serie prodotta da House Tv e da Wildside The Good Mothers di Julian Jarrold ed Elisa Amoruso vincitrice del premio per la Miglior Serie Tv alla Berlinale dello stesso anno.
Nel 2015 Giampà affianca alla carriera di Compositore quella di Produttore. Nel 2015 produce il cortometraggio Champ des Possibles di Cristina Picchi che viene presentato in competizione al Festival di Venezia di quell'anno. Nel 2016 co-produce La Natura delle Cose di Laura Viezzoli che viene presentato fuori concorso al Festival di Locarno. Nel 2020 è associate producer di We Are The Thousand di Anita Rivaroli che vince il Premio del Pubblico al Festival statunitense Sxsw. Nel 2023 con Lorenzo Cioffi fonda Zoe Films e con Nanni Moretti e Raicinema produce Vittoria di Alessandro Cassigoli e Casey Kauffman che viene presentato nel 2024 nella sezione Orizzonti Extra del Festival di Venezia e per il quale, nel 2025, viene nominato al David di Donatello per il Miglior Produttore.

### Altre attività
Attento al tema della parità di genere nell'industria cinematografica, nel 2020 fonda il Fury Workshop, un workshop gratuito, teorico e pratico, rivolto alle Compositrici e alle Musiciste che vogliono conoscere i vari aspetti dell'industria cinematografica e lavorare con le colonne sonore.

## Riconoscimenti
- David di Donatello
  - 2025 – Candidatura al Miglior Produttore per Vittoria

- Cinematografo Awards
  - 2024 – Miglior Colonna Sonora per Vittoria

- Canneseries
  - 2021 – Miglior Colonna Sonora per Christian

- Premios Fenix
  - 2018 – Candidatura alla Migliore Colonna Sonora per Tiempo Compartido

- Ciak d'Oro
  - 2018 – Candidatura alla Migliore Canzone Originale per La Profezia dell'Armadillo
  - 2016 – Candidatura alla Migliore Colonna Sonora per Il Padre d'Italia
  - 2016 – Candidatura alla Migliore Colonna Sonora per Fraülein

- Kinotavr 
  - 2016 – Miglior Colonna Sonora per Razbudy Menia

- Globi d'Oro
  - 2014 – Candidatura alla Migliore Colonna Sonora per Il Sud è Niente

- Sulmona Film Festival
  - 2009 – Miglior Colonna Sonora per Ragazze la Vita Trema

## Filmografia

### Cinema
- Ragazze la Vita Trema – documentario, regia di Paola Sangiovanni (2009)
- Tantlangtan – cortometraggio, regia di Hanna Sköld (2011)
- Mirakel utmed Riksvag 43 – cortometraggio, regia di Ronnie Sandahl (2012)

- Il Sud è Niente, regia di Fabio Mollo (2013)
- Mi Chiamo Maya, regia di Tommaso Agnese (2014)
- SmoKings – documentario, regia di Michele Fornasero (2014)
- Granny's Dancing on the Table, regia di Hanna Sköld (2015)
- Champ des Possibles – cortometraggio, regia di Cristina Picchi (2015)
- La Natura delle Cose – documentario, regia di Laura Viezzoli (2016)
- Razbudy Menia regia di Guillaume Protsenko (2016)
- Fraülein, regia di Caterina Carone (2016)
- Il Padre d'Italia, regia di Fabio Mollo (2017)
- A Disappearance – cortometraggio, regia di Laura Spini e Laurence Brooks (2018)
- Tiempo Compartido (Time Share), regia di Sebastian Hofmann (2018)
- La Profezia dell'Armadillo, regia di Emanuele Scaringi (2018)
- Due Piccoli Italiani, regia di Paolo Sassanelli (2018)
- Drive Me Home, regia di Simone Catania (2019)
- Butterfly – documentario, regia di Alessandro Cassigoli e Casey Kauffman (2019)
- We Are The Thousand – documentario, regia di Anita Rivaroli (2020)
- La Stanza, regia di Stefano Lodovichi (2020)
- 50 (o dos ballenas se encuentran en la playa), regia di Jorge Cuchi (2020)
- Estanislao, regia di Alejandro Guzman (2020)
- Spin Time, che fatica la democrazia!, regia di Sabina Guzzanti (2021)
- Californie, regia di Alessandro Cassigoli e Casey Kauffman (2021)
- The Enforcer, regia di Richard Hughes (2022)
- Il mio nome è vendetta, regia di Cosimo Gomez (2022)
- The Store, regia di Ami-Ro Sköld (2022)
- Nata per te, regia di Fabio Mollo (2023)
- Semidei, regia di Fabio Mollo e Alessandra Cataleta (2023)
- Paradise is Burning, regia di Mika Gustafson (2023)
- Vittoria, regia di Alessandro Cassigoli e Casey Kauffman (2024)

### Televisione
- Il cacciatore – serie TV regia di Stefano Lodovichi, Davide Marengo e Fabio Palladini (2018-2021)
- Come quando fuori piove – serie TV, regia di Fabio Mollo (2018)
- Il processo – serie TV, regia di Stefano Lodovichi (2019)
- Curon – serie TV, regia di Fabio Mollo e Lyda Patitucci (2019)
- Non mi lasciare – serie TV, regia di Ciro Visco (2022)
- Christian – serie TV, regia di Stefano Lodovichi (2022-2023)
- Vincenzo Malinconico, avvocato d'insuccesso, regia di Alessandro Angelini – serie TV (2022)
- Snow, regia di Catalina Molina e Esther Rouch - serie TV (2022)
- The Good Mothers, regia di Julian Jarrold e Elisa Amoruso - serie TV (2023)
- The Serial Killer's Wife, regia di Laura Way - serie TV (2023)
- Califano, regia di Alessandro Angelini - film TV (2024)
- Piedone - uno sbirro a Napoli, regia di Alessio Maria Federici - miniserie TV (2024)
- Storia della mia famiglia, regia di Claudio Cupellini - serie TV (2025)

### Produzioni
- Champ des Possibles – cortometraggio, regia di Cristina Picchi (2015)
- La Natura delle Cose – documentario, regia di Laura Viezzoli (2016) (co-produttore)
- A Disappearance – cortometraggio, regia di Laura Spini e Laurence Brooks (2018) (produttore associato)
- We Are The Thousand – documentario, regia di Anita Rivaroli (2020) (co-produttore)
- The Store, regia di Hanna Sköld (2022) (produttore associato)
- Vittoria, regia di Alessandro Cassigoli e Casey Kauffman (2024)